# Milicz
Milicz (łac. Milicium) – miasto w Polsce w północnej części województwa dolnośląskiego, leżące w powiecie milickim, siedziba gminy miejsko-wiejskiej Milicz oraz powiatu milickiego, nad rzeką Barycz.
Historycznie leży na Dolnym Śląsku, na pograniczu z Wielkopolską. W latach 1975–1998 miasto administracyjnie należało do województwa wrocławskiego, obecnie jest jednym z miast aglomeracji wrocławskiej. Milicz jest siedzibą urzędu miejskiego i starostwa powiatowego.
Według danych GUS z 1 stycznia 2023 r. miasto miało 10 859 mieszkańców (364. miejsce w kraju). Jego powierzchnia wynosi 13,51 km² (448. miejsce w kraju), natomiast gęstość zaludnienia 803,8 osób/1 km².
Miasto leży przy DK nr 15, przy linii kolejowej Wrocław – Jarocin, około 55 km od Wrocławia, 125 km od Poznania i około 45 km od Ostrowa Wielkopolskiego.
Od nazwy Milicza wziął nazwę największy w Europie zespół stawów hodowlanych – Stawy Milickie. Co roku władze miejskie organizują tu imprezę zwaną Świętem Karpia Milickiego oraz Dni Ziemi Milickiej.
W miejscowości działało Państwowe Gospodarstwo Rybackie Milicz.

## Nazwa

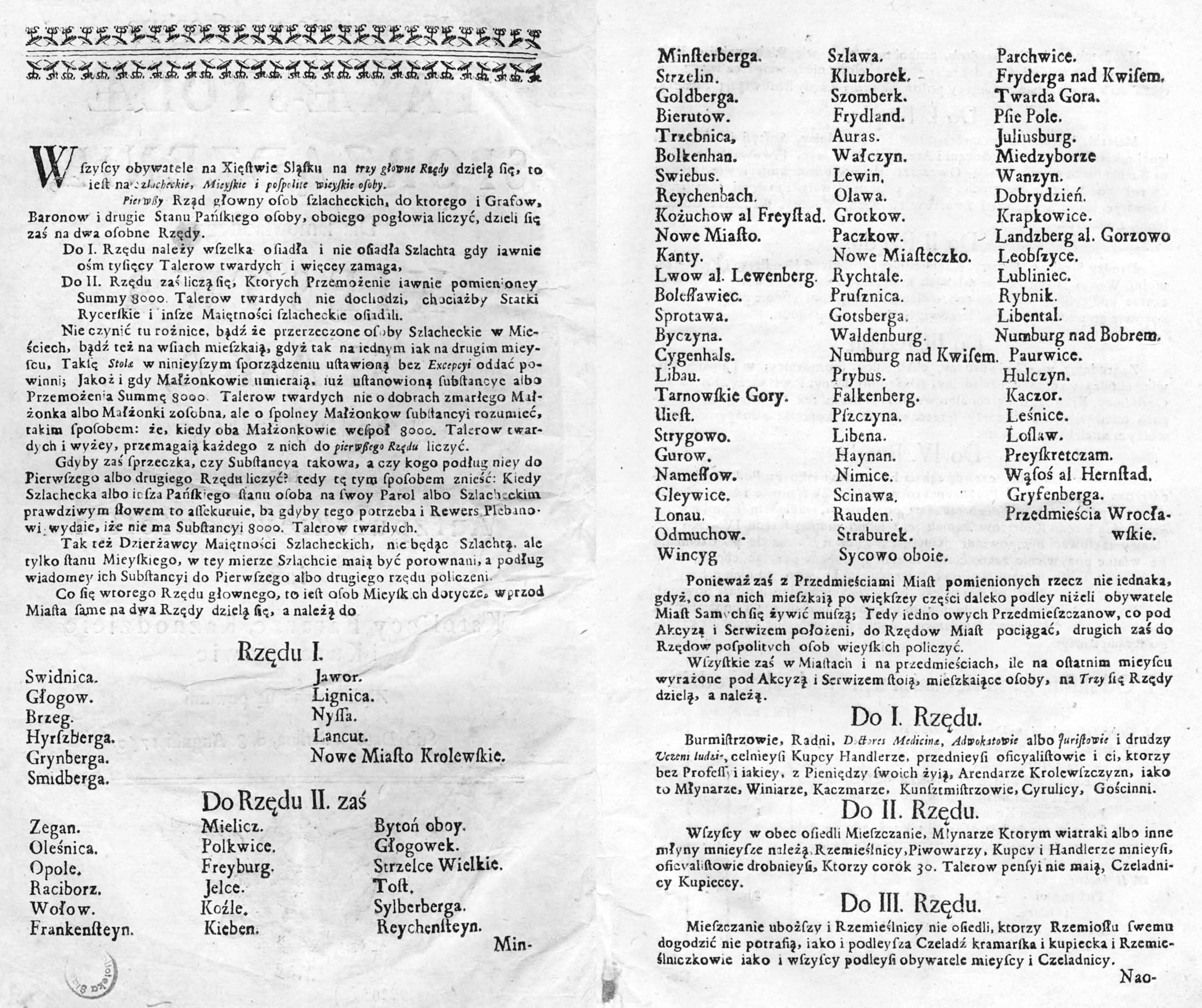
Nazwa Mielicz wśród innych nazw śląskich miejscowości w urzędowym pruskim dokumencie z 1750 wydanym w języku polskim w Berlinie.

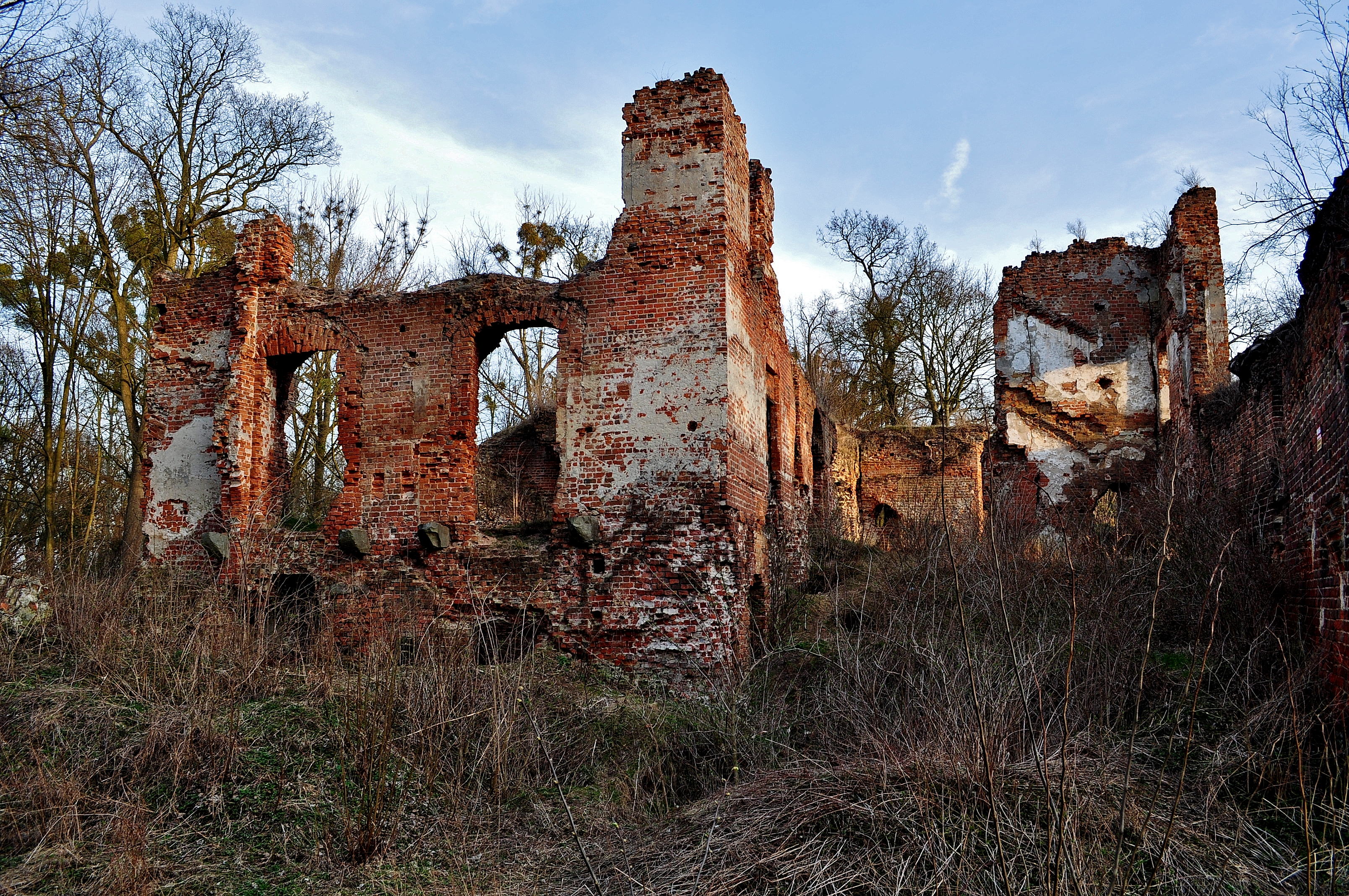
Ruiny zamku książęcego

Nazwa miejscowości została utworzona za pomocą przyrostka dzierżawczego -jь'' od nazwy osobowej Milik i oznaczała gród Milika. Miejscowość jest wymieniana po raz pierwszy w bulli z 1136 r. jako Miliche, a następnie w bulli wrocławskiej z 1155 (Milice, Miliche), w 1223 (Melicz), 1224 (Milich), 1249 (Milicz), 1271 (Melicz). Forma zgermanizowana to Militsch, zaś zlatynizowana – Milicium.
W księdze łacińskiej Liber fundationis episcopatus Vratislaviensis (pol. Księga uposażeń biskupstwa wrocławskiego) spisanej za czasów biskupa Henryka z Wierzbna w latach 1295–1305 miejscowość wymieniona jest w staropolskiej formie Mylicz. Nazwę miejscowości w obecnej polskiej formie „Milicz” wymienia spisany ok. 1300 roku średniowieczny łaciński utwór opisujący żywot świętej Jadwigi Vita Sanctae Hedwigis.

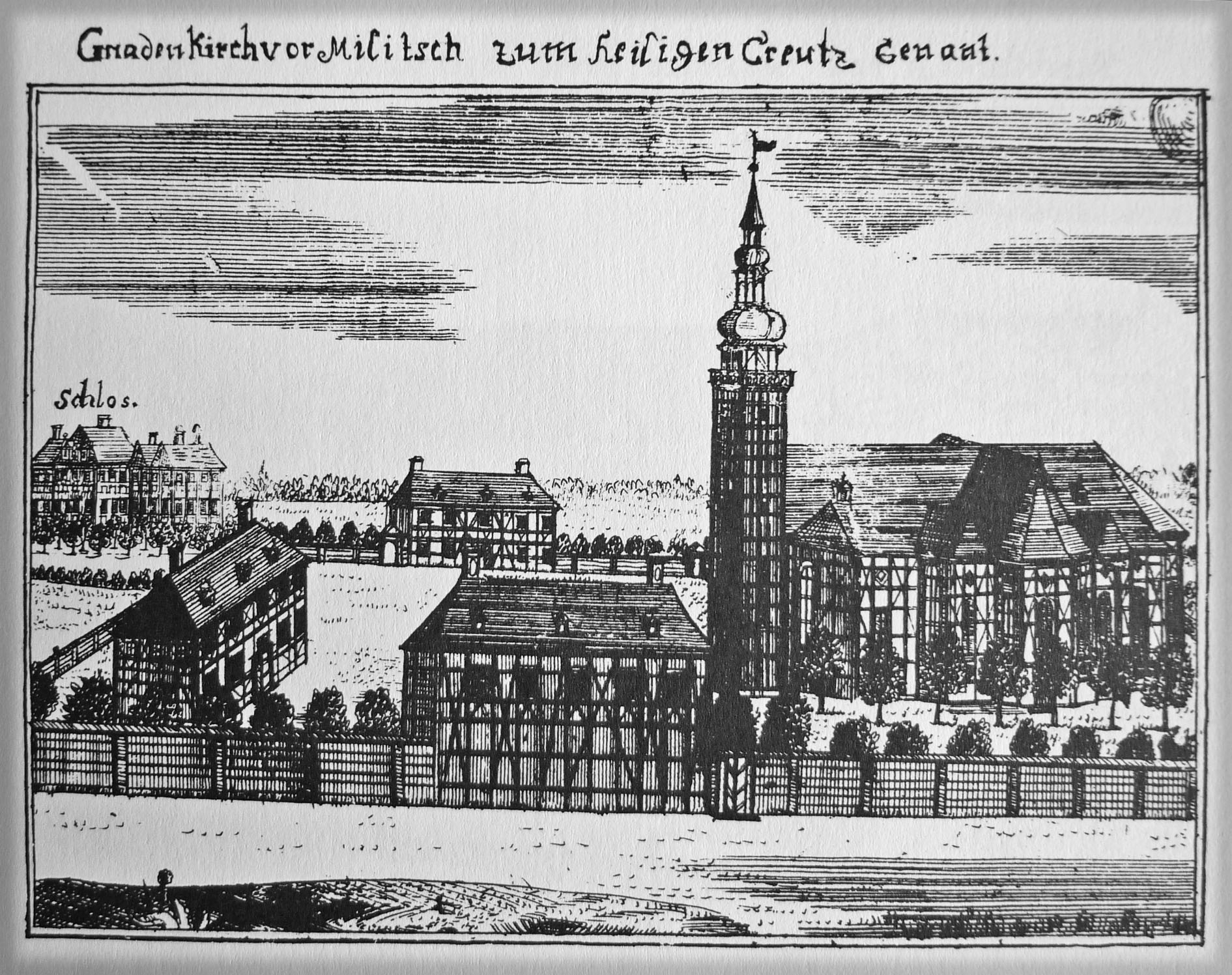
Kościół w Miliczu, Friedrich Bernhard Werner: (1748/52); jeden z Kościołów Łaski

Jeszcze w 1750 polska nazwa „Mielicz” wymieniona jest w języku polskim przez Fryderyka II pośród innych miast śląskich w zarządzeniu urzędowym wydanym dla mieszkańców Śląska. Miejscowość wymieniona jest w opisie Śląska wydanym w 1787 roku w Brzegu w jęz. niemieckim jako Militsch, po łacinie Milich, Milith, oraz Milicium oraz w języku polskim jako Mielicz.
W alfabetycznym spisie miejscowości na terenie Śląska wydanym w 1830 roku we Wrocławiu przez Johanna Knie miejscowość występuje pod nazwami: niemiecką Militsch, polską Mielicz oraz łacińską Milicium. Nazwę miejscowości jako Mielidza oraz Mielicza w książce „Krótki rys jeografii Szląska dla nauki początkowej” wydanej w Głogówku w 1847 wymienił śląski pisarz Józef Lompa. Obecna nazwa została administracyjnie zatwierdzona 7 maja 1946.

## Rys historyczny
Najnowsze badania piaszczystej wydmy po prawej stronie Baryczy wykazały, że początki osadnictwa w Miliczu przypadają na końcówkę IX w. Początkowo osada ta funkcjonowała w formie otwartej, a ochronę zapewniały jej podmokłe tereny Baryczy.
Po 960 r. wzniesiono od strony południowej gród obronny ogrodzony wałami.
Badania wałów wykazały, że drugiej poł. XII w. gród rozbudowano i zwiększono jego powierzchnie, jest on wymieniany w 1136 i 1154.
Jako drugi człon osadnictwa, u schyłku XII w. na lewym brzegu Baryczy, na terenie dzisiejszego rynku powstała nowa osada rzemieślniczo-targowa, określana jako burgus i działająca na prawie niemieckim, chroniona wałami ziemnymi.
Pod koniec XIII w. także na lewym brzegu, nieopodal osady targowo-rzemieślniczej wzniesiono pałac biskupi. Rozwijająca się na podgrodziu osada targowa z czasem przeniosła się na lewy brzeg Baryczy i w 1245 otrzymała prawa targowe.
Ulokowany na wyspie Milicz, ze względu na swoje strategiczne położenie na szlaku handlowym był w centrum uwagi władzy książęcej, jak i kościelnej. W XIII w. po części był własnością biskupią, po części książęcą.
Doszło do sytuacji, że w Miliczu było dwóch kasztelanów (książęcy i kościelny) i aby rozstrzygnąć spór o ich uprawnienia, doszło do rozmów przedstawicieli obu stron. Po ustaleniach podpisano ugodę 26 VI 1249 roku. W rezultacie której zwiększyły się uprawnienia kasztelana kościelnego kosztem władzy książęcej.
Po 1300 roku, jak wykazały badania nawarstwień i ceramiki grodowej po prawej stronie Baryczy nie znaleziono dalszych śladów użytkowania osady, co oznacza, że została opuszczona.
Od czasów Bolesława Krzywoustego Milicz należał do ziemi śląskiej i był siedzibą kasztelanii, znane są imiona pierwszych kasztelanów, byli to Zdzisław, Wojciech, Gosław, Radwan i inni. W latach 1164–1358 należał do Księstwa wrocławskiego, wymieniony jako jedno z miast przypadłych księciu Bolesławowi Wysokiemu.
Po Henryku Pobożnym miasto odziedziczył jego syn Henryk III. Później stanowił własność Henryka IV Probusa, a potem Henryka Grubego. W wyniku wojny z księciem głogowskim Milicz wchodzi we władanie Henryka Głogowczyka w 1290. Po śmierci Henryka Wiernego w 1309 miasto wraz z Oleśnicą dziedziczą książęta oleśniccy – Bolko i Konrad od których Milicz zakupiło biskupstwo wrocławskie. W 1339 miasto zagarnął zbrojnie Jan Luksemburczyk, przez co biskup Nankier rzucił na niego klątwę. W 1342 wróciło do kapituły wrocławskiej, biskupem był wtedy Przecław z Pogorzeli.
W 1358 zakupił je książę oleśnicki Konrad I, w 1492 dynastia oleśnicka wygasła. Spadkobiercą był król czeski Władysław Jagiellończyk, który utworzył odrębne księstwo stanowe i w 1494 sprzedał je, stało się siedzibą wolnego państwa stanowego należącego do Kurzbachów. Na początku XVI przeszli oni na luteranizm i Milicz stał się ośrodkiem reformacji i protestantyzmu. W 1590 ród Kurzbachów wygasł, hrabstwo zostało na podstawie testamentu przekazane rodzinie Maltzanów. Zachowany średniowieczny układ miasta zbliżony do owalu, z rynkiem i ulicami zbiegającymi się przy dawnych bramach miejskich. W XVII wieku miasto spustoszyły wojska szwedzkie, w 1742 pruskie i austriackie. Od 1742 Milicz leżał w Królestwie Pruskim, w 1806 przez miasto przeszły wojska francuskie, w 1813 miało tu miejsce spotkanie cara Aleksandra I z marszałkiem polnym Michaiłem Kutuzowem. Na początku XIX wieku powstały pierwsze przędzalnie wełny i manufaktury sukiennicze, połowie tego wieku miasto zyskało liczne urządzenia komunalne m.in. szpital, nowy ratusz, przebudowane wodociągi i kanalizację. Od 1871 Milicz leżał w Cesarstwie Niemieckim, od 1918 w Republice Weimarskiej, przekształconej po 1933 w III Rzeszę pod rządami dyktatora Adolfa Hitlera.
Milicz został zdobyty 22 stycznia 1945 przez oddziały 4 Armii Pancernej dowodzonej przez gen. Dmitrija Leluszenkę z 1 Frontu Ukraińskiego Armii Czerwonej. Wraz z Ziemiami Odzyskanymi przyznany Polsce w ramach ładu pojałtańskiego przez zwycięskie mocarstwa II wojny światowej. We wrześniu 1966 roku wzniesiono pomnik ku czci Armii Czerwonej i Wojska Polskiego.
W okresie Polski Ludowej w Miliczu rozwinął się przemysł spożywczy, drzewny i materiałów budowlanych.

## Zabytki
Do wojewódzkiego rejestru zabytków wpisane są:
- miasto

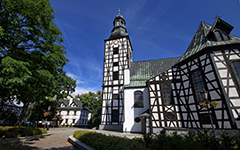
Kościół pw. św. Andrzeja Boboli

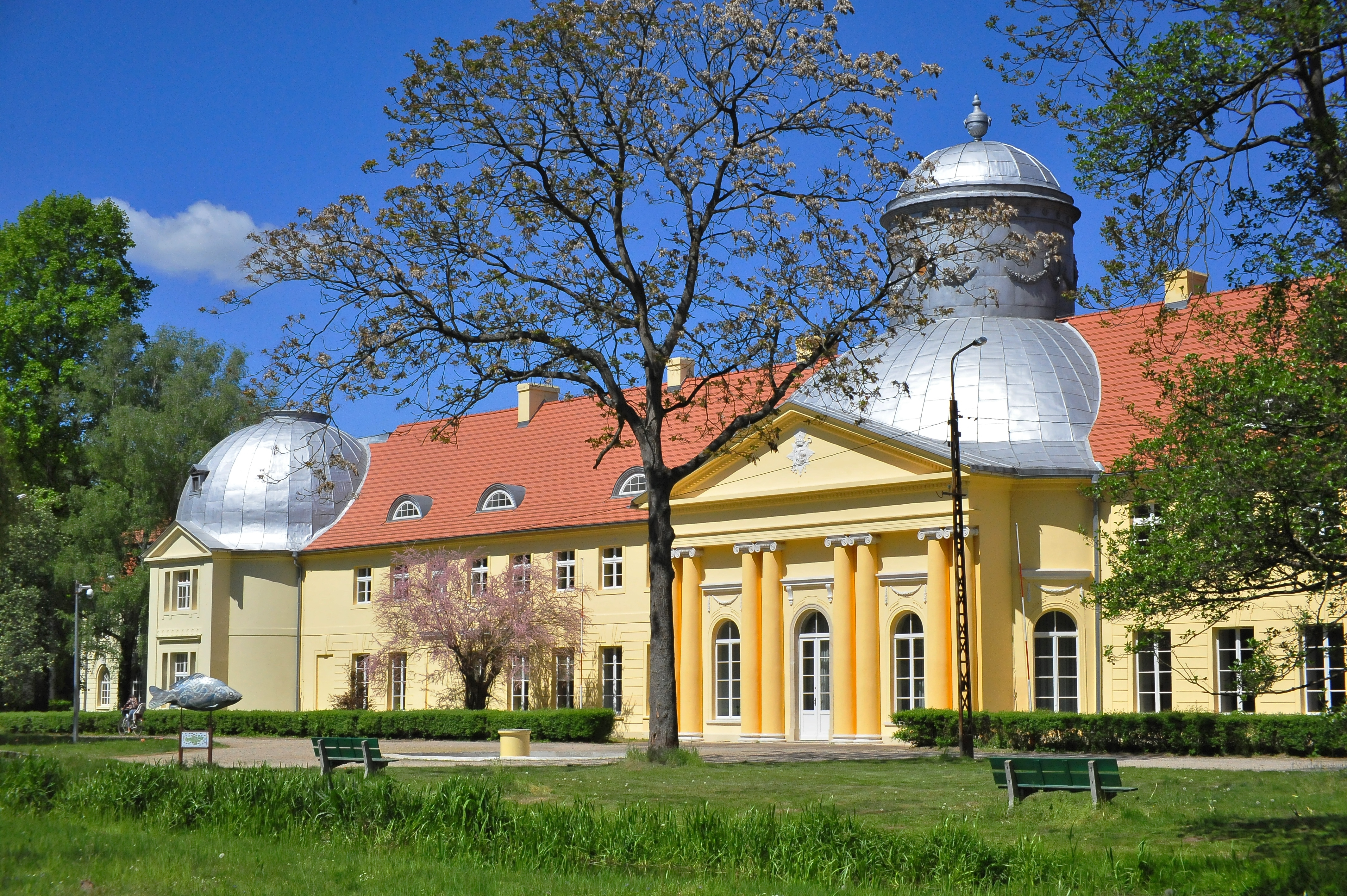
Pałac w Miliczu

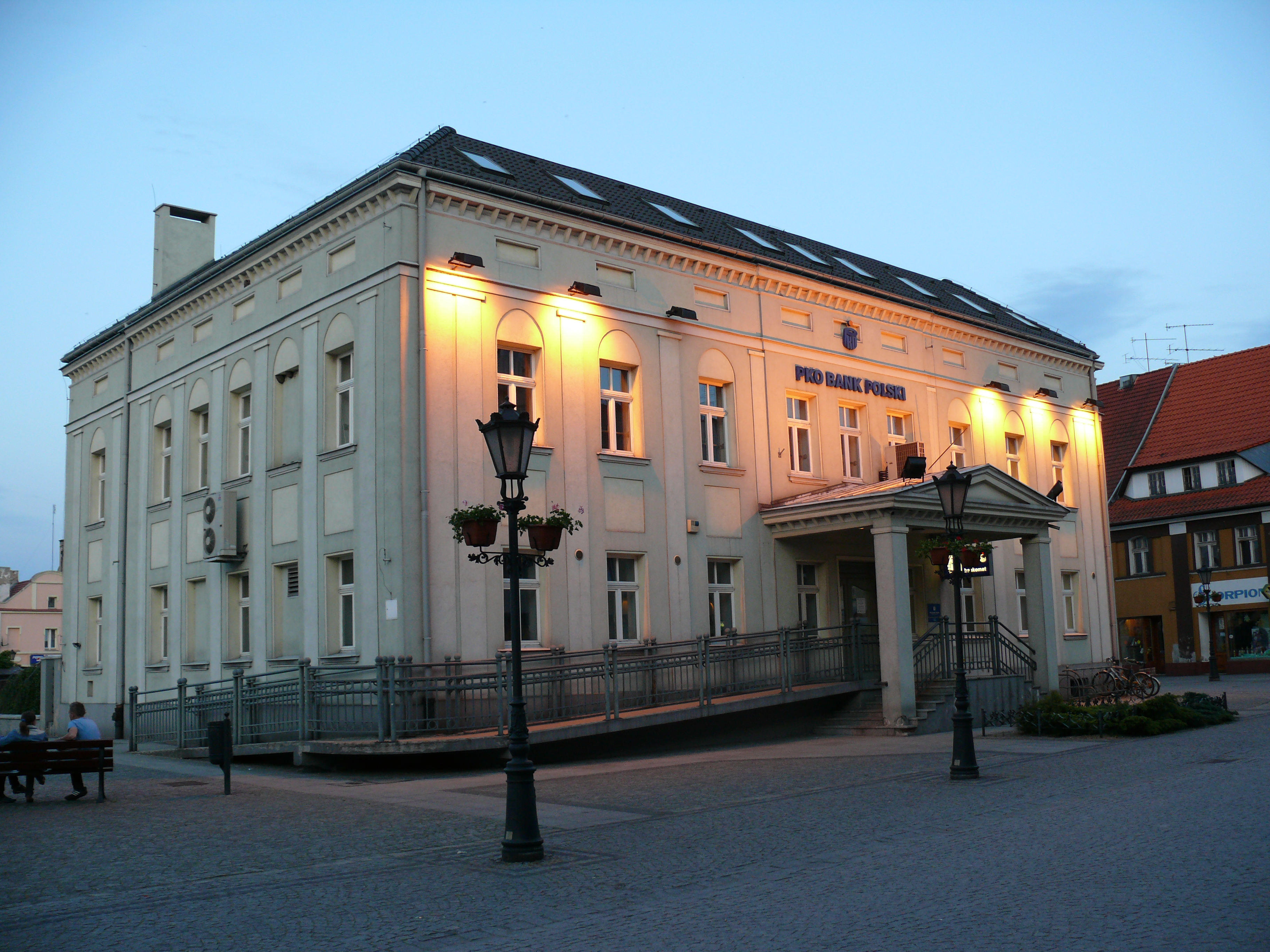
Budynek banku PKO BP, dawna apteka

- kościół par. pw. św. Michała Archanioła, neorenesansowy z l. 1817-1821 – XIX wieku, z chrzcielnicą z 1561
- kościół par. pw. św. Anny, z l. 1807-1808 – XIX wieku; ośrodek kultu św. Anny, od 2001 istnieje tutaj trzecia, najmłodsza parafia, ul. Łowiecka 1
- kościół ewangelicki, jeden z sześciu „kościołów łaski”, obecnie rzymskokatolicki kościół św. Andrzeja Boboli, szachulcowy, z 1709 – XVIII wieku
- ruiny zamku książąt oleśnickich z XIV wieku, przebudowany w XV w.
- zespół pałacowy, z drugiej poł. XVIII w.:
  - pałac, klasycystyczny z końca XVIII wieku, od 1963 Zespół Szkół Leśnych
  - park pałacowy; pierwszy na Śląsku park w stylu angielskim o powierzchni ok. 80 ha, powstał około 1800 r.
- dom, ul. Lwowska 22 (dawniej ul. Okrzei), z XVIII/XIX w.

inne zabytki:
- ruiny Czarnej Bramy w parku pałacowym
- grobowiec hrabiego Maltzana
- brama wjazdowa (dworska)
- grodzisko Chmielnik, ślady osadnictwa z ok. 7000 lat p.n.e. z około 1815

## Demografia
Piramida wieku mieszkańców Milicza w 2014 roku.

## Herb, flaga
Herb Milicza przedstawiający świętego Jerzego na koniu zabijającego smoka istnieje co najmniej od XV w., gdyż taki wizerunek widnieje na najstarszej zachowanej pieczęci miejskiej.
W niemieckich czasach flaga Milicza miała kolorystykę biało-żółtą i pochodziła od flagi tutejszego bractwa kurkowego; w czasach PRL nieużywana. Do tematu flagi wrócono po upadku systemu i pierwszych wolnych wyborach samorządowych w 1990 r. Do niemieckich barw dodano zieleń (symbolizującą otaczające Milicz lasy), by odróżnić ją od popularnej w Polsce flagi papieskiej. Uchwałą Rady Miejskiej w Miliczu flaga gminy Milicz to 3 poziome pasy: biały – żółty – zielony.

## Burmistrzowie i pełniący funkcję burmistrza od 1990
- 1990-1994 – J. Wierzowiecki
- 1994-1998 – T. Staniewska
- 1998-2002 – W. Wall
- 2002-2006 – R. Mieloch
- 2006-2010 – D. Stachowiak, J. Supeł, D. Stachowiak, R. Augustyn, R. Mieloch, D. Duszyński, P. Wybierała
- 2010-2014 – P. Wybierała
- 2014-2018 – P. Lech
- 2018-2024 – P. Lech
- 2024-aktualnie - W. Piskozub

## Transport
Przez miasto przebiegają drogi: krajowa i wojewódzkie:
- droga krajowa nr 15: Trzebnica – Milicz – Krotoszyn – Września – Gniezno – Toruń – Ostróda
- droga wojewódzka nr 439: Żmigród – Milicz
- droga wojewódzka nr 448: Milicz – Twardogóra – Syców

W mieście znajduje się stacja kolejowa Milicz położona na państwowej linii kolejowej nr 281. 5 marca 2019 r. wznowiono połączenia pasażerskie na wyremontowanej linii kolejowej. W rozkładzie jazdy 2018/2019 założono obsługę stacji przez pociągi spółki Koleje Dolnośląskie. 7 połączeń dziennie w dni robocze oraz 4 pary połączeń w weekendy kursują w ramach linii D7 Krotoszyn – Jelcz-Laskowice przez Oleśnicę i Wrocław. Czas przejazdu między Miliczem a stacją Wrocław Główny wynosi około 90 minut.
Regionalną komunikacje autobusową w Miliczu i okolicach zapewnia przedsiębiorstwo PKS Wołów, które posiada w mieście placówkę terenową oraz dworzec autobusowy. Utrzymywane są kursy autokarów do Wrocławia, Wołowa, Trzebnicy, Twardogóry, Sycowa, Poznania, Żmigrodu, Sulmierzyc, Krotoszyna, Jutrosina i in. Dworzec w Miliczu obsługują przelotowo autobusy przedsiębiorstw PKS Konin oraz PKS Ostrów Wielkopolski.
Od 26 marca 2019 r. gmina Milicz organizuje bezpłatną komunikację miejską (Mała Komunikacja Miejska w Miliczu), służącą lepszemu skomunikowaniu miasta ze stacją kolejową. Założono kursowanie w dni robocze 4 kursów mikrobusu po linii okólnej, łączącej 10 przystanków w granicach miasta. Połączenia obsługuje miejscowa placówka terenowa PKS Wołów. Przejazdy są bezpłatne dla pasażerów.

## Klimat (1979-2013)
Średnie miesięczne ciśnienie atmosferyczne waha się od 1014,5 hPa (IV) do 1018,4 hPa (I), największy zanotowany wzrost ciśnienia 24 hPa, największy spadek 29 hPa.
Średnia roczna prędkość wiatru wynosi 4,1 m/s. Najmniejsze średnie zachmurzenie osiąga 47% (VIII), największe 75% (XII), średnie roczne 60%.
Średnia roczna temperatura powietrza osiąga +8,8 °C. W przebiegu rocznym najchłodniejszy jest styczeń (–1,1 °C), najcieplejszy lipiec (+18,7 °C). Najwyższą maksymalną temperaturę zanotowano 10 sierpnia 1992 (+37,6 °C), najniższą temperaturę minimalną 14 stycznia 1987 (–28,5 °C).
Absolutna amplituda temperatury powietrza osiągnęła 66,1 °C. W ciągu roku występuje 43 dni gorących, czyli takich, w których maksymalna temperatura przekracza 25 °C, z czego 7 to dni upalne z temperaturą powyżej 30 °C; czasami zdarzają się w Miliczu dni bardzo upalne, podczas których maksymalna temperatura przekracza 35 °C. Najdłuższe fale upałów nad miastem wystąpiły:
- 6–11 VIII 1992 r. (6 dni)
- 23 VII – 2 VIII 1994 r. (11 dni)
- 18–28 VII 2006 r. (11 dni)
- 25–29 VII 2008 r. (5 dni)
- 10–17 VII 2010 r. (8 dni)[30]

Najwięcej dni upalnych (z temperaturą maksymalną powyżej 30 °C) zanotowano w 1994 r. – aż 20 dni, z czego 12 w lipcu 1994. Latem występują bardzo rzadko "noce tropikalne", kiedy temperatura minimalna nie spada poniżej 20 °C. Zdarzają się one od końca czerwca do początku sierpnia. Najwyższą minimalną temperaturę w Miliczu zanotowano 29 VII 2013 r. i było to 21,6 °C.
Dni mroźnych, z ujemną temperaturą maksymalną (poniżej 0 °C) jest w Miliczu tylko 28 rocznie. Średnia roczna suma opadu wynosi 461 mm.
Największe średnie miesięczne sumy opadu 70 mm (VII), najmniejsze 24 mm (II). Notowanych jest średnio 103 dni z opadem w roku (z maksimum w lecie).
| Miesiąc                                 | Sty   | Lut   | Mar   | Kwi  | Maj  | Cze  | Lip  | Sie  | Wrz  | Paź  | Lis   | Gru   | Roczna |
| --------------------------------------- | ----- | ----- | ----- | ---- | ---- | ---- | ---- | ---- | ---- | ---- | ----- | ----- | ------ |
| Rekordy maksymalnej temperatury [°C]    | 14.4  | 18.3  | 21.6  | 30.1 | 31.0 | 35.5 | 36.5 | 37.6 | 30.5 | 26.0 | 18.5  | 14.6  | 37,6   |
| Średnie temperatury w dzień [°C]        | 1,7   | 3,0   | 7,8   | 14,1 | 19,7 | 22,3 | 24,4 | 24,2 | 19,1 | 13,7 | 6,9   | 3,0   | 13,3   |
| Średnie dobowe temperatury [°C]         | -1,1  | -0,4  | 3,5   | 8,7  | 13,9 | 16,7 | 18,7 | 18,4 | 13,9 | 9,1  | 3,8   | 0,4   | 8,8    |
| Średnie temperatury w nocy [°C]         | -4,0  | -3,5  | -0,3  | 3,5  | 8,1  | 11,4 | 13,2 | 12,8 | 9,2  | 5,0  | 0,8   | -2,3  | 4,5    |
| Rekordy minimalnej temperatury [°C]     | -28.5 | -24.5 | -16.7 | -6.4 | -2.5 | 2.5  | 5.1  | 4.5  | 0.3  | -7.8 | -12.9 | -20.0 | −28,5  |
| Opady [mm]                              | 27    | 24    | 30    | 27   | 46   | 54   | 70   | 54   | 39   | 27   | 31    | 32    | 462    |
| Średnia liczba dni z opadami            | 8     | 8     | 8     | 7    | 9    | 11   | 11   | 9    | 8    | 7    | 8     | 9     | 103    |
| Źródło: Na podstawie 35-lecia 1979-2013 |       |       |       |      |      |      |      |      |      |      |       |       |        |

## Turystyka i rekreacja
Liczne trasy rowerowe przebiegają także przez kompleksy stawów hodowlanych (największych w Europie), malownicze tereny Parku Krajobrazowego „Dolina Baryczy” i na obrzeżach chronionego Rezerwatu „Stawy Milickie”. W Miliczu znajduje się też ostoja koników polskich.
Rzeka Barycz wykorzystywana jest również do turystyki kajakowej.

## Wspólnoty wyznaniowe

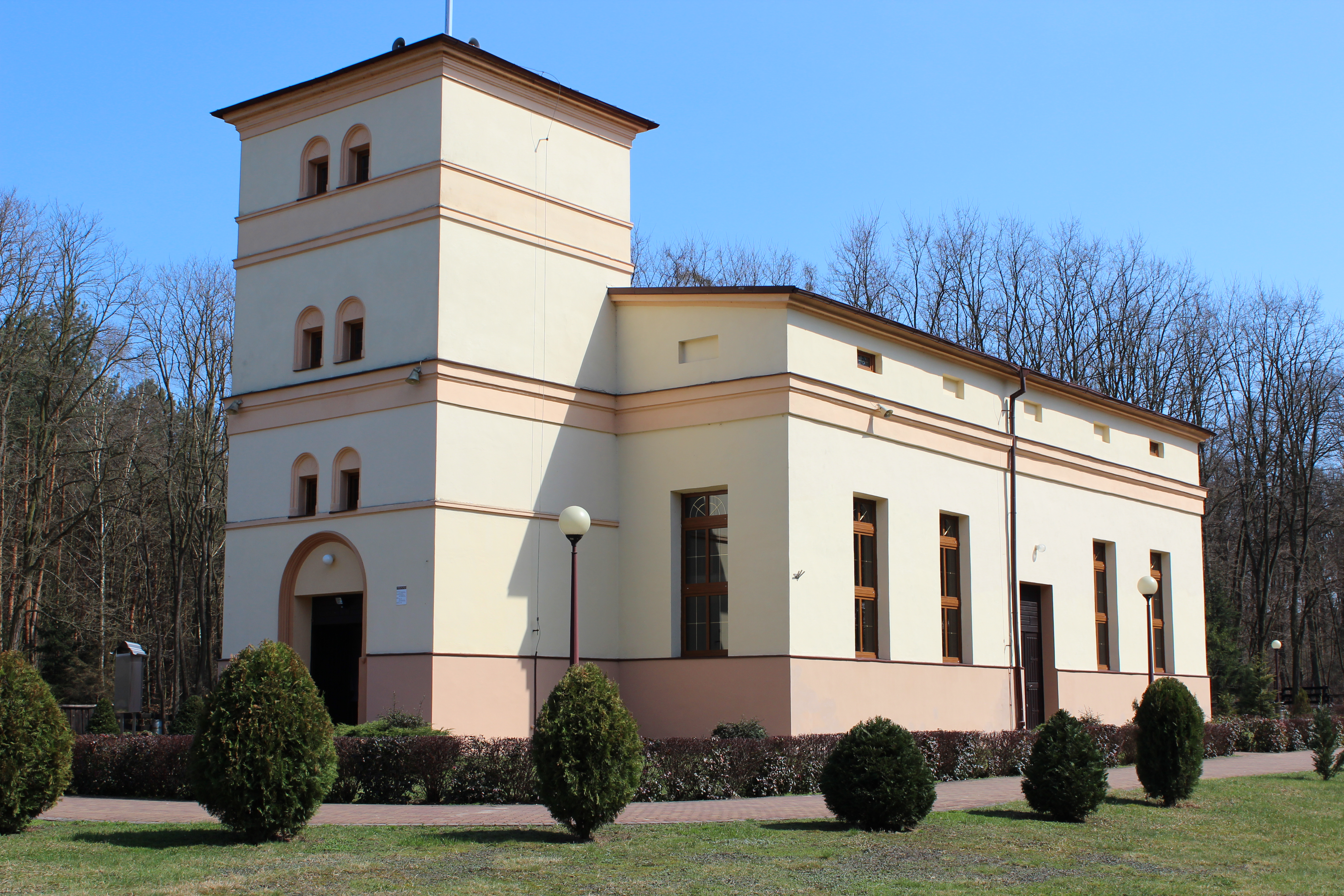
Kościół św. Anny w Miliczu

- Kościół rzymskokatolicki (dekanat Milicz):
  - parafia św. Andrzeja Boboli
  - parafia św. Anny
  - parafia św. Michała Archanioła.
- Świadkowie Jehowy:
  - zbór Milicz-Południe
  - zbór Milicz-Północ (Sala Królestwa Sławoszowice, ul. Łąkowa 4c)[33].
- Katolicki Kościół Narodowy w Polsce:
  - parafia Najświętszego Sakramentu

## Współpraca międzynarodowa
Miasta partnerskie:
- Lohr am Main[potrzebny przypis]
- Gniew[potrzebny przypis]
- Springe[potrzebny przypis]
- Kobuleti